# Centre d'éducation routière
Pour les articles homonymes, voir CER.
Le Centre d'éducation routière (CER) est une association d'auto-écoles française fonctionnant par parrainage. Les auto-écoles membres de l'association sont environ 550.